# Oberbau K

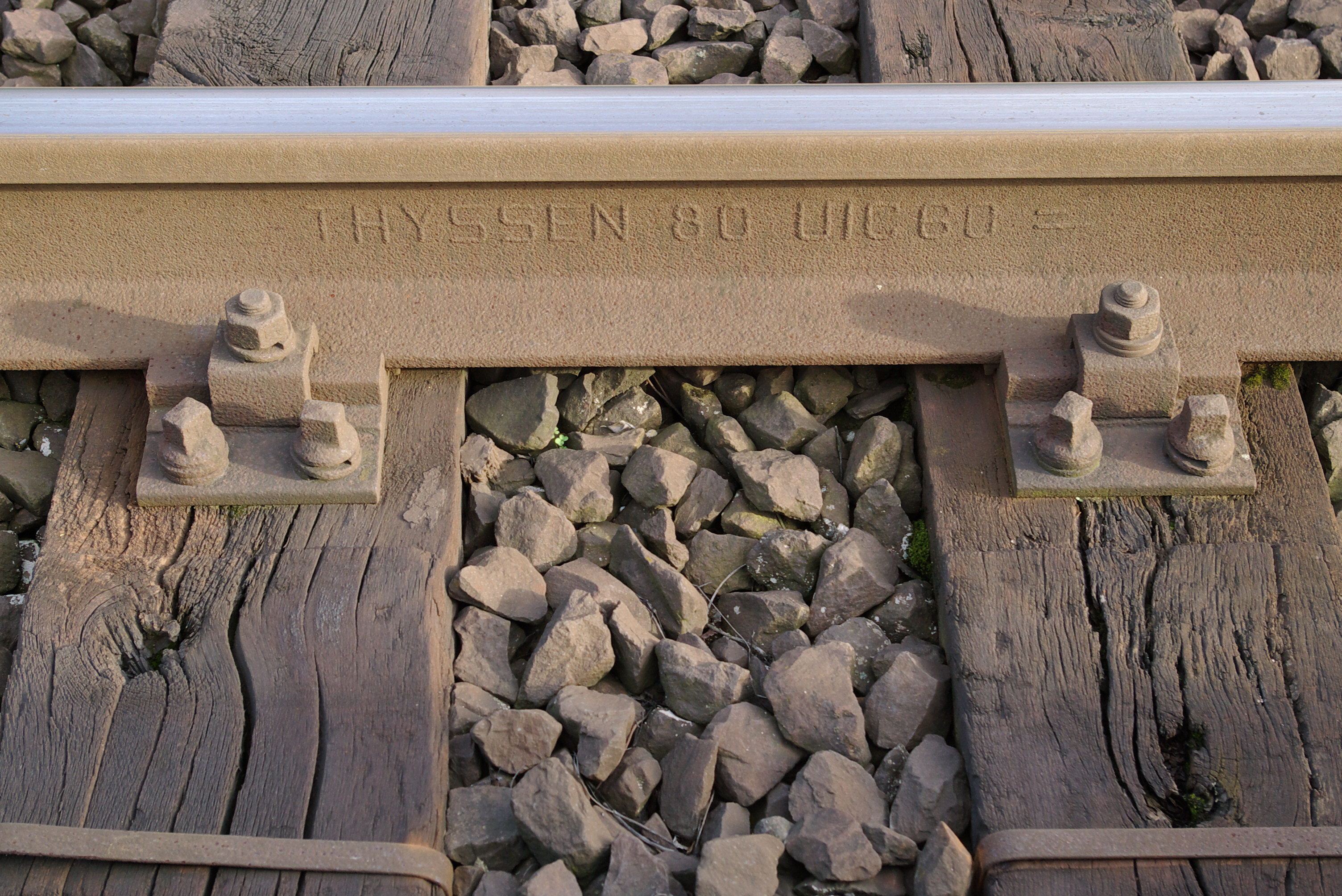
Oberbau K

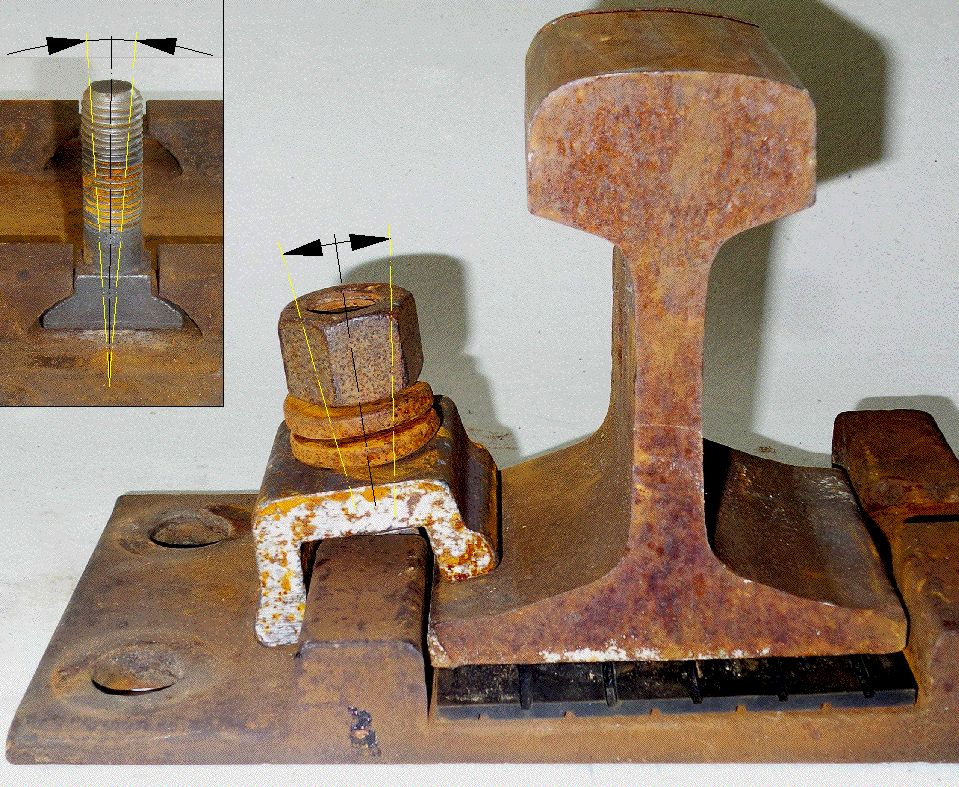
Befestigung einer Schienenseite auf einer Rippenplatte
Anschauungsmodell,
angedeutet ist die Winkelanpassung der Hakenschraube

Der Oberbau K wurde von der Deutschen Reichsbahn als Standard-Oberbauform Anfang der 1920er Jahre eingeführt und ersetzte u. a. die preußischen Oberbauformen sowie die Oberbauformen der anderen Länderbahnen. Der Oberbau K und seine weiterentwickelte Variante, der Oberbau KS, sind genormte Arten der Befestigung von Schienen auf Bahnschwellen, siehe Oberbau (Eisenbahn).

## Oberbau K

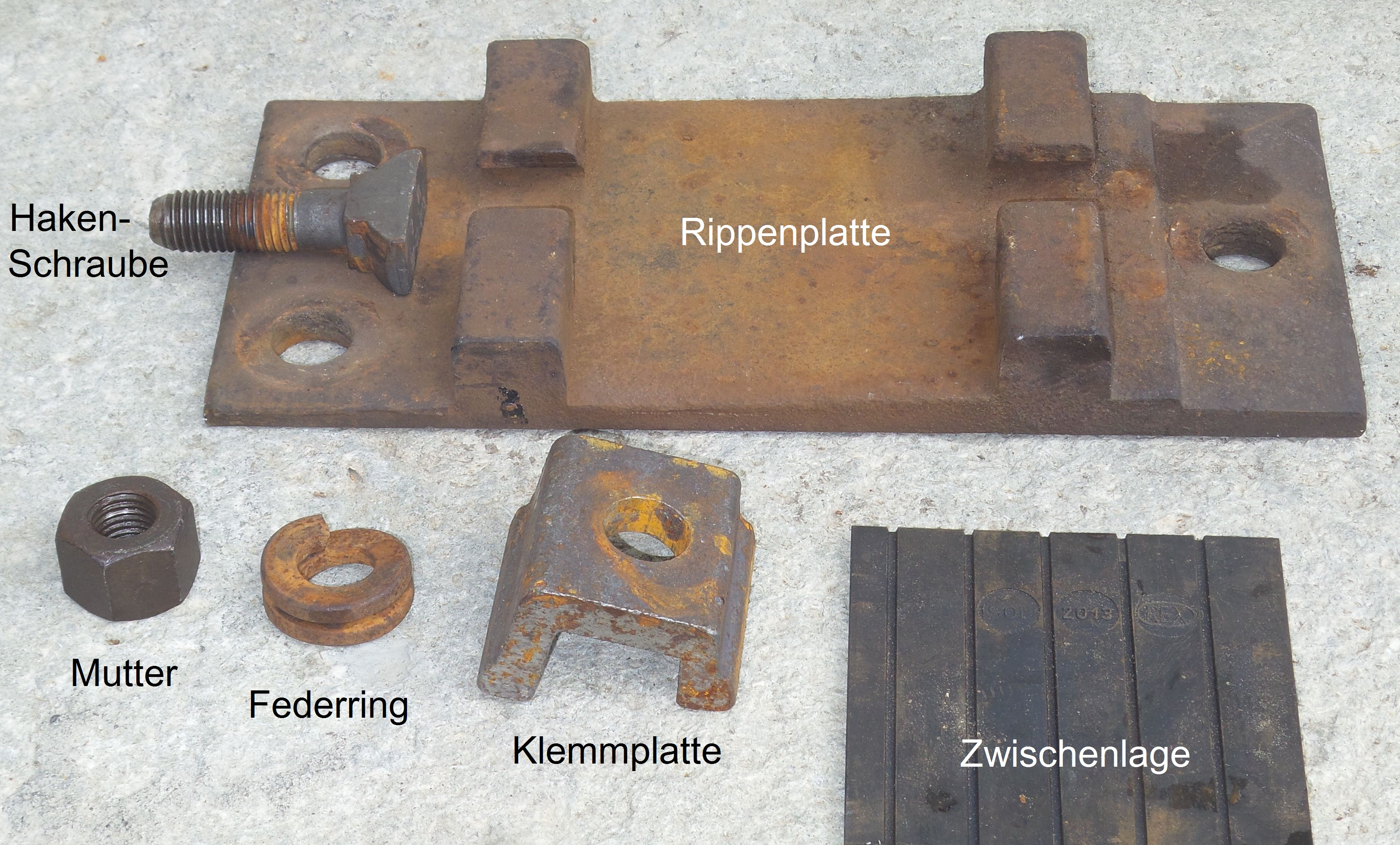
Einzelteile für die Befestigung zwischen der Rippenplatte und einer Seite der Schiene
(für die zweite Seite werden die vier links abgebildeten kleinen Teile nochmals benötigt)

Die Schiene ruht beim Oberbau K mit einer Kunststoffzwischenlage (früher Pappelholz) auf einer stählernen Rippenplatte, deren Rippen sie seitlich führen und deren leichte Keilform (1:40, das sind ca. 1,4°) ihre nach innen gerichtete Querneigung (zusätzliche Maßnahme für die Selbstzentrierung mittels konischer Laufflächen der Räder) gewährleistet. Bei den früher fast ausschließlich verwendeten Holzschwellen war die Regelneigung bis in die 1960er Jahre 1:20 oder ca. 2,9°, passend zum seinerzeit bei Zweiachsern verwendeten Radreifenprofil. Rippenplatten mit dieser Schienenneigung sind nur noch auf wenig genutzten Nebenstrecken und in Bahnhofsnebengleisen vorhanden. Betonschwellen werden in der Regel mit einer bereits geneigten Auflagefläche für die Schienen gefertigt. Die Hakenschrauben werden horizontal in schwalbenschwanzförmige Aussparungen in den Rippen eingeführt. Die Klemmplatte wirkt zusammen mit dem Schienenfuß als Verdrehschutz für den Schraubenkopf, doch ist für seine Wirkung insbesondere bei loser Hakenschraube entscheidend, wie leichtgängig das Gewinde von Schraube und Mutter ist. Die Oberseite der Haken ist ballig, so dass sich die Schraube an die erforderliche Quer- und Längsneigung anpassen kann.
Mit der aufgeschraubten Mutter wird der äußere Schenkel der U-förmigen Klemmplatte auf die Rippenplatte und der innere Schenkel auf den Schienenfuß gedrückt. Die Druckkraft zwischen Klemmplattenschenkel und Schiene bewirkt den für das Verlegen von lückenlos verschweißten Schienen erforderlichen höheren Durchschubwiderstand. Abhängig von der Belastung wird die Rippenplatte mit zwei, drei oder vier Schwellenschrauben mit der Holz- oder Betonschwelle verbunden. In die Betonschwellen sind dafür Kunststoffdübel (früher Holzdübel) eingelassen. Bei Stahlschwellen wird eine spezielle Rippenplatte (»Rippenunterlagsplatte«) mit der Schwelle verschweißt.
Für einen Befestigungspunkt mit vier Schwellenschrauben werden 18 Teile mit einer Gesamtmasse von 17,2 kg benötigt.

## Oberbau Ks
Bei der Weiterentwicklung zum Oberbau Ks wurden die Klemmplatte und der Federring durch eine Spannklemme und eine Unterlegscheibe ersetzt. Die Spannklemme führt den Kopf der Hakenschraube nicht wie die Klemmplatte der Ursprungsform, deshalb hat der Schraubenschaft am Übergang zum Kopf einen quadratischen Querschnitt. Zusammen mit den zwei oberen Kanten des schwalbenschwanzförmigen Ausschnittes in der Rippe wirkt dieser Vierkant als Verdrehsicherung für die Hakenschraube. Zum Ausgleich des nicht notwendigen Federringes sind die Hakenschrauben im Vergleich mit dem Oberbau K kürzer. Es werden pro Befestigungspunkt mit vier Schwellenschrauben ebenfalls 18 Kleinteile benötigt. Die Verbindung zwischen Schiene und Schwelle ist aber besser elastisch nachgebend. Die Schwellen können auch vorteilhaft wie beim später entwickelten Oberbau W mit vormontierten Befestigungsmitteln zur Baustelle geliefert werden. Der Durchschubwiderstand der Schienen ist größer als beim Oberbau K.
Das Umrüsten bestehender Gleise vom System Oberbau K auf Ks ist nur Schraubarbeit und kann auch während kurzer Zugpausen erfolgen. Die Schienen müssen nicht angehoben werden.
In Weichen nach deutschen Konstruktionsprinzipien wird die Schienenbefestigung nach Oberbau K und Ks ebenfalls angewendet, allerdings im Bereich der Zungenvorrichtungen in unterschiedlich modifizierter Form. Weichen auf Betonschwellen werden etwa seit 2007 mit Schienenbefestigungen nach Oberbau W ausgerüstet, wobei der Bereich der Zungenvorrichtungen ebenfalls ausgenommen ist.